# Команов Володимир Геннадійович
Володи́мир Генна́дійович Кома́нов (19 червня 1938, Волноваха, Донецька область — 12 грудня 2019) — український конструктор ракетно-космічної техніки, кандидат технічних наук. Помічник генерального директора Південмашу.
Голова Дніпровської обласної організації Республіканської партії України. Член-кореспондент Міжнародної академії космонавтики (1997).

## Життєпис
Народився 19 червня 1938 (Волноваха, Донецька область) в сім'ї службовця; одружений; син — інженер.
1960 закінчив фізико-технічний факультет Дніпропетровського університету.
З 1960 — інженер-конструктор, старший інженер, провідний конструктор.
1986–1996 — головний конструктор ракетно-космічного напрямку.
З 1996 — заступник генерального конструктора КБ «Південне», директор української програми «Морський старт», постійний представник КБ у групі управління проєктом програми міжнародної компанії «Sea Launch».
В березні 2006 — кандидат в нардепи України від «Опозиційного блоку Не так», № 46 в списку. На час виборів: помічник генерального директора «Південмашу», член РПУ.

## Відзнаки
- Герой України (2002) із орденом Держави[2].
- Почесна відзнака Президента України (11 квітня 1995) — за видатний внесок у створення ракетно-космічних систем, зміцнення міжнародного співробітництва в космічній галузі та у зв'язку з 10-річчям першого запуску ракети-носія «Зеніт»[3].
- Лауреат Ленінської премії (1980).
- Лауреат Державної премії України в галузі науки і техніки (1995).
- Заслужений машинобудівник України.
- Почесний громадянин Дніпра.